# Der Ring des Drachen
Der Ring des Drachen (Originaltitel: Desideria e l’anello del drago) ist ein zweiteiliger italienischer Märchenfilm von Lamberto Bava aus dem Jahr 1994 mit Anna Falchi und Franco Nero. In Deutschland wurde der Zweiteiler erstmals zu Weihnachten am 25. und 26. Dezember 1994 von Sat.1 im Fernsehen gezeigt. Im Jahr 2007 erschien er auf DVD.

## Handlung
Der Drachenkönig herrscht über ein riesiges Königreich, das er durch erbarmungslose Kriege mehr und mehr erweitert. Seine Macht geht von einem mächtigen Ring aus, dem „Ring des Drachen“, der ihm übermenschliche Kraft verleiht. Nachdem er seinen größten Rivalen, König Karl, besiegt hat, findet er in einem Wald ein verwaistes Baby, ein Mädchen wie sich herausstellt. Er tauft es auf den Namen Selvaggia und nimmt es mit auf sein Schloss, wo er es zusammen mit seiner Tochter Prinzessin Desideria aufziehen möchte. Während Desideria stets sanftmütig und freundlich ist, entwickelt sich Selvaggia zu einem verzogenen, boshaften Kind, das ihrer Schwester mit Hilfe von Zaubertricks übel mitspielt und dafür sorgt, dass ihre Eltern immer nur Desideria bestrafen. Als beide Mädchen zu jungen Frauen heranreifen, intrigiert Selvaggia weiterhin gegen Desideria, um dieser das Erbe des Throns zu entreißen. Mit dem Ring des Drachen will sie ihren wahren Vater und ihr Volk befreien, das von der Seefee vor langer Zeit in Wölfe verwandelt wurde.
Da dem Drachenkönig einst geweissagt wurde, dass er sein Reich an einen jungen Rebellen verlieren werde, weshalb er jeden Rebellen gnadenlos verfolgt, sorgt er sich zunehmend um seine Nachfolge. Aus Unmut über seine leibliche Tochter will er Desideria gegen ihren Willen verheiraten. Zu diesem Zweck lässt er die Prinzen aus allen Reichen, die er unterdrückt, anreisen. Gleichzeitig ist es ihm endlich gelungen, den Sohn von König Karl, Prinz Viktor, gefangen zu nehmen, der bis dahin mit seinem Volk im Untergrund gelebt hat. Als dieser in Ketten auf das Schloss gebracht wird, erhascht Desideria einen Blick auf ihn und ist sofort fasziniert von seiner stolzen Erscheinung. Nachdem sie sich weigert hat, einen ihrer Freier als Gemahl auszuwählen, was ihren Vater umso mehr erzürnt, beschließt sie davonzulaufen. Verkleidet versucht sie des Nachts das Schloss zu verlassen. Dabei trifft sie auf Prinz Viktor, der in einem Käfig gefangen gehalten wird. Sie lässt ihn frei und er bedankt sich mit einem Kuss. Durch ihren Umhang kann er jedoch nicht erkennen, wer ihn gerettet hat.
Daraufhin flieht Desideria in die Wälder. Begleitet wird sie lediglich von Sorriso, einer sprechenden Puppe, die ihr einst ihre Amme geschenkt hat. Als sie von Wölfen verfolgt wird und auf einem Baum Zuflucht findet, hilft ihr Sorriso, der nicht nur sprechen, sondern auch zaubern kann und ihr nun drei Wünsche gewährt. Mit ihrem ersten Wunsch zaubert Sorriso die Wölfe in Käfige, sodass sie der Gefahr entkommen können. Als Desideria in der Wüste von drei Hexen angegriffen wird, ist es wiederum Prinz Viktor, der sie rettet. Aus Angst, er könne sie als Feindin betrachten, verschweigt sie ihm den Umstand, dass sie die Tochter des Drachenkönigs ist, und gibt sich stattdessen als stummes, unbedeutendes Mädchen aus.
In der Zwischenzeit fordert Prinz Lisandro, der stärkste unter den Freiern, den König auf, sein Wort zu halten und ihnen eine Prinzessin zum Heiraten anzubieten. Und so beschließt der König, dass die Prinzen in einem ritterlichen Turnier um die Hand von Selvaggia kämpfen sollen. Der Gewinner soll sie zur Frau erhalten und den Ring des Drachen erben. Durch ihre magischen Fähigkeiten erfährt Selvaggia unterdessen, dass sich Desideria und Prinz Viktor in der Wüste nähergekommen sind. Sollten beide heiraten, stünde dem Gesetz nach Desideria noch immer der Thron zu. Um dies zu verhindern, belegt Selvaggia Prinz Viktor mit einem Liebeszauber. Viktor, der noch eben im Begriff war, Desideria seine Liebe zu gestehen, wird nun durch den Zauber veranlasst, zum Schloss zurückzukehren, um Selvaggia den Hof zu machen. Verzweifelt folgt Desideria ihm zum Schloss, wo er nun ebenfalls am Turnier teilnehmen will.
Nachdem Viktor alle anderen Prinzen, einschließlich Lisandro, besiegt hat, sieht Desideria nur noch eine Möglichkeit. Mit ihrem zweiten Wunsch lässt sie sich von Sorriso in einen roten Ritter verwandeln. Als dieser triumphiert sie über Viktor im Kampf und gewinnt so die Hand von Selvaggia, mit der sie anschließend davonreitet. Als sich Desideria Selvaggia in der Wüste als ihre Schwester offenbart, trifft auch Viktor am Ort des Geschehens ein. Da er durch seine Verzauberung noch immer Selvaggia begehrt, hatte er die Verfolgung aufgenommen und bringt Selvaggia nun zurück auf das Schloss. Aus Dankbarkeit vergibt der Drachenkönig seinem einstigen Rivalen und arrangiert die Hochzeit.
Als es Desideria gelingt, der Hochzeit von Viktor und Selvaggia beizuwohnen, küsst sie Viktor auf den Mund, worauf der Liebeszauber gebrochen ist. Nun möchte er Desideria heiraten, doch Selvaggia kommt ihnen zuvor. Sie greift nach dem Ring der Macht und verwandelt sich in ihrer Wut in einen mächtigen Drachen, während der Hofstaat in Schnee und Eis gefriert. Einzig Viktor und Desideria können der Kälte noch rechtzeitig entkommen. Gemeinsam versuchen sie, den Drachen zu töten, doch scheint er unverwundbar zu sein. Nur das Kristallschwert der Seefee vermag es, den Panzer des Drachen zu durchdringen. Doch jeder, der die Macht des Schwertes in Anspruch nimmt, ist dazu verdammt, für immer in der Welt der Seefee zu verweilen. Sich dessen bewusst, beschafft sich Viktor dennoch das Schwert und setzt nun seinen Kampf gegen den Drachen fort. Es ist jedoch Desideria, die dem Drachen durch einen Wurf des Schwertes den Todesstoß zuführt. Tödlich verletzt verwandelt sich das Ungetüm zurück in Selvaggia, die sich im Sterben liegend reuevoll für ihre Taten entschuldigt. Um zu verhindern, dass Viktor auf ewig bei der Seefee bleiben muss, macht Sorriso Desideria einen Vorschlag. Mit ihrem letzten Wunsch soll sie die Puppe in einen Doppelgänger von Viktor verwandeln. Desideria weigert sich zunächst, ihre geliebte Puppe aufzugeben. Doch Sorriso besteht darauf, und so bringt Viktors Ebenbild an seiner statt das Schwert zurück. Es folgt eine Hochzeit im entzauberten Schloss, bei der sich Viktor und Desideria glücklich das Ja-Wort geben und der dunklen Macht des Drachenrings für immer abschwören.

## Hintergrund
Regisseur Lamberto Bava, der als Spezialist für Fantasyfilme gilt und der Sohn des italienischen Regisseurs Mario Bava ist, produzierte und inszenierte den Fernsehzweiteiler Der Ring des Drachen nach Motiven eines italienischen Märchens. Zuvor konnte er bereits mit den ersten Teilen der italienischen Fantasy-Reihe Prinzessin Fantaghirò (1991) europaweit einen großen Erfolg verbuchen. Um mit Der Ring des Drachen ähnlich erfolgreich zu sein, verpflichtete er viele Mitarbeiter, mit denen er bereits für Prinzessin Fantaghirò zusammengearbeitet hatte, darunter der Drehbuchautor Gianni Romoli, Kameramann Romano Albani und Komponist Amedeo Minghi, der erneut den Soundtrack beisteuerte.
Bei der Vergabe der Rollen stellte man eine internationale Besetzung zusammen. Für die Rolle der Desideria entschied man sich für Anna Falchi, eine italienische Schauspielern mit finnischer Herkunft. Als Drachenkönig konnte man den Italiener Franco Nero gewinnen, der vor allem durch Spaghetti-Western international bekannt wurde, während Prinz Viktor von dem Amerikaner und ehemaligen Model Joel Beeson gespielt wurde. Der Tscheche Karel Roden wurde als machthungriger Prinz Lisandro besetzt und die drei deutschen Schauspielerinnen Sophie von Kessel, Billie Zöckler und Ute Christensen traten jeweils als Selvaggia, Amme und Drachenkönigin auf. Die Dreharbeiten erfolgten in Tschechien, Italien und Marokko. 

## Parallelen zuPrinzessin Fantaghirò
Der Ring des Drachen weist einige Gemeinsamkeiten mit Lamberto Bavas erfolgreicher Fernsehreihe Prinzessin Fantaghirò auf. Neben ähnlichen Figuren wie Prinz, Prinzessin, Fee, Hexe und sprechenden Puppen gibt es auch mehrere inhaltliche Parallelen.
- In Der Ring des Drachen verliebt sich Prinz Viktor in Desideria ohne ihr Gesicht zu sehen, als sie ihn aus der Gefangenschaft befreit. Er kann sie lediglich an ihrer Stimme wiedererkennen. In Prinzessin Fantaghirò verliebt sich Prinz Romualdo in die Titelheldin, als die Hälfte ihres Gesichts durch Blätter verdeckt ist, sodass er sie nur durch ihre Augen wiedererkennen kann.
- Genauso wie Selvaggia Viktor verzaubert, belegt auch die Schwarze Hexe in Prinzessin Fantaghirò Romualdo mit einem Liebeszauber.
- Sowohl Desideria als auch Fantaghirò verkleiden sich als Mann, um an einem Turnier unerkannt teilzunehmen.

## Kritiken
„Ungeheuer opulent inszenierter Film, mit abwechslungsreicher Handlung und einem ungeheueren Aufwand an Stars, der an Schaupracht und Bildwirkung seinesgleichen sucht“, lobte das Lexikon des internationalen Films. Die ein oder andere Szene sei für kleinere Kinder jedoch „zu erschreckend“. Digitalvd.de zufolge könne „[d]as spannende Fantasymärchen vor malerischer Naturkulisse“ vor allem mit dem „enormen Aufwand an Kostümen und Komparsen sowie [der] prominente[n] Besetzung“ punkten. Entstanden sei „ein tolles, kindgerechtes und zauberhaftes Märchen im Stil von Prinzessin Fantaghirò“.
Filmreporter.de zeigte sich etwas weniger euphorisch. Franco Nero als „italienische Legende“ und „Nachwuchsschönheit Anna Falchi“ könnten der Besetzung „etwas Glanz“ verleihen. Der Ring des Drachen sei seinem mehrteiligen Vorgänger Prinzessin Fantaghirò sowohl stilistisch als auch inhaltlich sehr ähnlich („Sprechende Steine, Naturgeister, Feen und Zaubersprüche beseelen die Serie.“) und halte daher nichts Neues bereit. Dennoch seien „Desiderias Abenteuer unterhaltsam und mitreißend inszeniert“.

## Deutsche Fassung
Die deutsche Synchronfassung wurde von der TaurusMedia Synchron in München realisiert. Die Dialogregie führte Erik Paulsen nach dem Dialogbuch von Andreas Seidensticker.
| Rolle                | Darsteller  | Synchronsprecher |
| -------------------- | ----------- | ---------------- |
| Prinzessin Desideria | Anna Falchi | Claudia Lössl    |
| Drachenkönig         | Franco Nero | Klaus Kindler    |
| Prinz Viktor         | Joel Beeson | Pascal Breuer    |
| Prinz Lisandro       | Karel Roden | Oliver Stritzel  |